# Ophrys incubacea
Ophrys incubacea is een Europese orchidee, die wordt gekenmerkt door een grote, donkergekleurde lip met opvallende uitstulpingen.
De soort is verspreid over het westelijke en centrale Middellandse Zeegebied en kan plaatselijk algemeen voorkomen.

## Naamgeving enetymologie
- Synoniem: Ophrys atrata Lindl. (1827), nom inval., O. aranifera subsp. atrata Arcangeli, O. aranifera subsp. incubacea (Bianca) Soó, O. sooi H.Fleischmann pro hybr., O. incubacea var. dianensis Perazza & Doro

- Frans: Ophrys noir, Ophrys noirâtre
- Duits: Schwarze Ragwurz
- Engels: Dark Ophrys

De botanische naam Ophrys stamt uit het Oudgrieks en betekent ‘wenkbrauw’, wat zou moeten slaan op de behaarde lip. De soortaanduiding zou afkomstig zijn van het Latijnse incubus, een demon die vrouwen in het donker lastigvalt, een verwijzing naar de sombere kleur van de bloem.

## Kenmerken

### Habitus

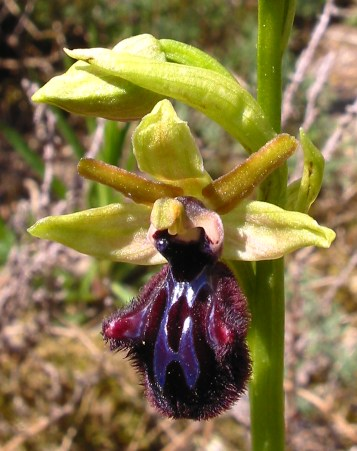
detail bloem

Ophrys incubacea is een overblijvende, niet-winterharde plant, tot 50 cm hoog, slank gebouwd, met drie tot acht grote, overwegend groen en donkerbruin gekleurde bloemen in een ijle aar.

### Bloemen
De bloemen zijn tot 28 mm groot, met wijd openstaande, lichtgroene, zelden lichtroze lancetvormige kelkbladen, het middelste hol gebogen. De bovenste kroonbladen zijn iets donkerder van kleur, ovaal van vorm met een afgeknotte top en gegolfde randen.
De lip is tot 14 mm lang, licht convex, afgerond tot ovaal, ongedeeld tot licht drielobbig, roodbruin tot donkerbruin gekleurd, met ruwe, dicht en lang behaarde randen van een iets lichtere kleur. Aan beide zijden bevindt zich halverwege de hoogte van de lip een opvallende, driehoekige uitstulping, parallel met elkaar verlopend, met een ruwe buitenzijde en een gladde binnenkant. Het speculum is vrij simpel, H-vormig, met golvende randen, glanzend blauw gekleurd met soms een witte rand. Het basaal veld is eveneens donkerbruin gekleurd. Er is een zeer klein aanhangseltje in een V-vormige instulping onderaan de lip. Het gynostemium draagt een gekromde bek, een grote stempelholte die versmalt aan de basis, en kleine zwarte, blauwe of zelden witte pseudo-ogen.
De bloeitijd is van maart tot mei.

## Voortplanting
Ophrys incubacea wordt bestoven door onder andere de zandbij Andrena morio.
Voor details over de voortplanting, zie spiegelorchis.

## Habitat
Ophrys incubacea geeft de voorkeur aan kalkrijke, vochtige tot droge bodems op zonnige of halfbeschaduwde plaatsen, zoals graslanden, garrigues, lichte naaldbossen en struikgewas. In middelgebergtes komt de soort voor tot op hoogtes van 1300 m.

## Verspreiding en voorkomen
Ophrys incubacea heeft en vrij groot verspreidingsgebied van het zuiden van Portugal tot aan Kroatië en Albanië. Ze kan plaatselijk algemeen zijn.
In Frankrijk is ze weinig algemeen, maar lokaal meer frequent voorkomend langs de volledige Middellandse Zeekust van de regio Aquitanië en Provence-Alpes-Côte d'Azur, en in Corsica.

## Verwantschap en gelijkende soorten
Ophrys incubacea wordt binnen zijn geslacht in de sectie Araniferae geplaatst samen met enkele zeer gelijkende soorten, zoals de spinnenorchis (O. sphegodes), O. passionis en O. provincialis. In het verspreidingsgebied van O. incubacea komen daarbuiten ook nog de vroege spinnenorchis (O. araneola), O. arachnitiformis en O. occidentalis voor.
Ze kan van deze soorten onderscheiden worden door lichtgroene kelk- en kroonbladen, de grote ronde of elliptische, somber gekleurde bloemlip met de ruwe beharing en de twee driehoekige uitstulpingen.

## Bedreiging en bescherming
Ophrys incubacea is in Frankrijk beschermd in de regio Aquitanië.